# Манагер и Родина
«Манагер и Родина» (до 2004 года — «Родина») — сибирская панк-группа, основанная музыкантом Олегом Судаковым, известным также как «Манагер», в 1994 году. Группа дебютировала на сцене в рамках политической музыкальной акции «Русский прорыв».

## История
В начале 1990-х годов Олег «Манагер» принял решение создать свой собственный «полноценный» музыкальный коллектив, после многочисленных панк-проектов в соавторстве с Егором Летовым — «Анархия», «Цыганята и Я с Ильича», «Армия Власова», «Коммунизм». К 1994 году собирается первый состав новой группы Манагера под названием «Родина», сформированный сессионными участниками групп «Гражданская оборона» (Александр Андрюшкин — ударные, клавишные, Игорь Жевтун — гитара, Евгений «Махно» Пьянов — гитара) и «Инструкция по выживанию» (Евгений «Джексон» Кокорин — гитара, клавишные, Аркадий Кузнецов — бас-гитара). В рамках акции «Русский прорыв» группа дала несколько концертов вместе с «Гражданской обороной» и «Инструкцией по выживанию». Программу группы составляли, в основном, песни из репертуара проектов «Анархия» и «Армия Власова», которые позже были зафиксированы в альбомах.
Через год был выпущен дебютный альбом группы «Быть живым», записанный в ИзБА Рек 9-23 марта 1995 г. В альбом вошли как ранние песни Судакова, так и песни, сочинённые во время проведения акции «Русский прорыв».В записи альбома участвовали: 
- Игорь "Джефф" Жевтун - гитара, бас
- Аркадий А. Кузнецов - бас
- Евгений "Джексон" Кокорин - гитара, клавиши
- Александр А. Андрюшкин - барабаны, орган
- Олег "Манагер" Судаков - вокал

Позже в группе наступает затишье, возможно, в связи с тем, что сессионные музыканты «Гражданской обороны» принялись работать над записью новых альбомов, Жевтун покидает коллектив, а позже погибает трагически Махно. Судаков занимается публицистической деятельностью, являясь также членом новосибирского отделения НБП. И второй альбом «Родины» записывается уже в 2002 году Андрюшкиным на его студии «Летучие рыбы» и выходит в 2004-м под названием «Тот свет», в записи альбома приняли участие.
- Сан Саныч (Андрюшкин) — барабаны, перкуссия, клавикорды и др.
- Джексон (Кокорин) — гитара
- Арко (Кузнецов) — бас
- Манагер (Судаков) — вокал

Тогда же формируется «постоянный» состав и название группы — «Манагер и Родина». Группу покидает Андрюшкин, периодически появляясь как концертный участник группы.
В 2005 году выходит альбом «Колесница звёзд», в записи альбома приняли участие:
- Кокорин «Джексон» – гитара, второй голос
- Кузнецов «Аркелла» – бас
- Кузнецов «Джек» – барабаны
- Судаков «Манагер» – вокал
- Данила Бакинин – гитара (”Всё дозволено”, часть 2)
- Максим Шарков – клавиши (”Идеальный град” и “Не убий!”)

Позже группу покинет и Джексон, поучаствовав в записи четвёртого номерного альбома «Добровольный Эдем» на TSR Studio в 2007–2008 году и выпущенному в 2009 году, в записи альбома приняли участие:
- Олег "Манагер" Судаков — вокал
- Евгений "Джек" Кузнецов — барабаны, синтезатор
- Аркадий "Арко" Кузнецов — бас, синтезатор
- Евгений "Джексон" Кокорин — гитара (3, 4, 6, 10, 12)
- Антон Артамонов — гитара (1, 2, 5, 7, 8, 9, 12)

Весной 2014 года был выпущен пятый альбом «На блаженном острове», приуроченный к двадцатилетнему юбилею группы. В альбом вошли песни Судакова и «хиты», написанные Судаковым в соавторстве с Летовым, из репертуара проектов «Анархия» и «Цыганята и Я с Ильича», в записи альбома приняли участие:
- Олег "Манагер" Судаков — вокал;
- Антон Артамонов — гитары, барабаны, клавиши;
- Александр "Штакет" Поляков — бас;
- Юлия "Чертока" Лознева — второй вокал.

В августе 2020 года вышел первый полноценный концертный альбом группы. Основой материала послужило выступление на фестивале «Коммунистический субботник» 22 сентября 2018 года, проходящем в клубе «Сердце» в Санкт-Петербурге.
18 декабря 2021 года вышел шестой студийный альбом «Наследники», записанный с Евгением Каргаполовым. Основная тема альбома — песни Судакова сказочного характера.
10 октября 2022 года издательство «Выргород» выпустило седьмой студийный альбом «Странники простора», записанный с 24 июля 2021 года по 12 августа 2022 года на студии «Синара-Records», в записи альбома приняли участие:
- Олег «Манагер» Судаков — вокал, акустическая гитара;
- Дмитрий Родионов — бас, ритм-гитара, соло-гитара, драм-машина, звуки волн и дождя;
- Антон Артамонов — ритм-гитара, соло-гитара;
- Олеся Стратилова — клавиши, синтезатор.

В 2024 году вышел альбом «Новобранцы пустоты», записанный в честь 30-летия группы, все песни написаны в 1987–1988 годах Манагером, в записи альбома приняли участие:
- Олег «Манагер» Судаков — вокал
- Антон Артамонов — ритм и соло гитары, электронные барабаны
- Александр «Штакет» Поляков — бас-гитара

Олег Судаков по поводу альбома:
23 января 2024 года группе «Манагер и Родина» исполнилось 30 лет. В клубе «Искра» (Тюмень) мы собрались отрепетировать программу на акцию «Русский прорыв»... Около 20 музыкантов сыграли в группе, издано 7 альбом, готовим еще один — «Новобранцы пустоты». Есть план сыграть с Родиной в этом году. Пока жизнь продолжается...
Издан 8-й альбом группы «Манагер и Родина» — «НОВОБРАНЦЫ ПУСТОТЫ». Песни написаны в 87-88 годах, но актуальности не потеряли, а альбом объединён идеей — «человек и система». Как тогда, так и сейчас.

## Жанровое определение творчества
В интервью в телепередаче «Рождённые в СССР» Манагер утверждал, что группа играет арт-панк.

Я считаю, что мы играем арт-панк, то есть с элементами арт-рока. Панк-рок играть может только молодой человек, потому что это энергия, это азарт, это где-то иногда агрессия, а порой и непримиримое, слегка наглое и, конечно, очень смелое отношение к реальности. Человек, который чуть-чуть постарел, или сдал, или заматерел в своей жизненной позиции, ему немножко даже тяжело вот так резко, быстро себя переключать, представлять, делать и даже там, что называется, поводить плечом.— Олег Судаков

## Состав
- Олег Судаков (Манагер) — вокал, акустика
- Евгений Каргаполов — инструменты

### Бывшие участники
- Гитаристы: Е. Пьянов, И. Жевтун, Е. Кокорин, Е. Ефимов, А. Артамонов
- Бас-гитаристы: А. Кузнецов, К. Мишин, А. Гарманов, А. Поляков
- Ударники: А. Андрюшкин, Е. Кузнецов, А. Воронцов, С. Слюсаренко, А. Минин, С. Амелько, В. Калинин

## Дискография

### Студийные альбомы
- «Быть живым» (1995)
- «Тот свет» (2004)
- «Колесница звёзд» (2005)
- «Добровольный Эдем» (2009)
- «На блаженном острове» (2014)
- «Наследники» (2021)
- «Странники простора» (2022)
- «Новобранцы пустоты» (2024)
- «Норма разума» (2025)

### Концертные альбомы
- "Концерт 22.09.2018 в клубе «Сердце»